# Conclave del 1314-1316

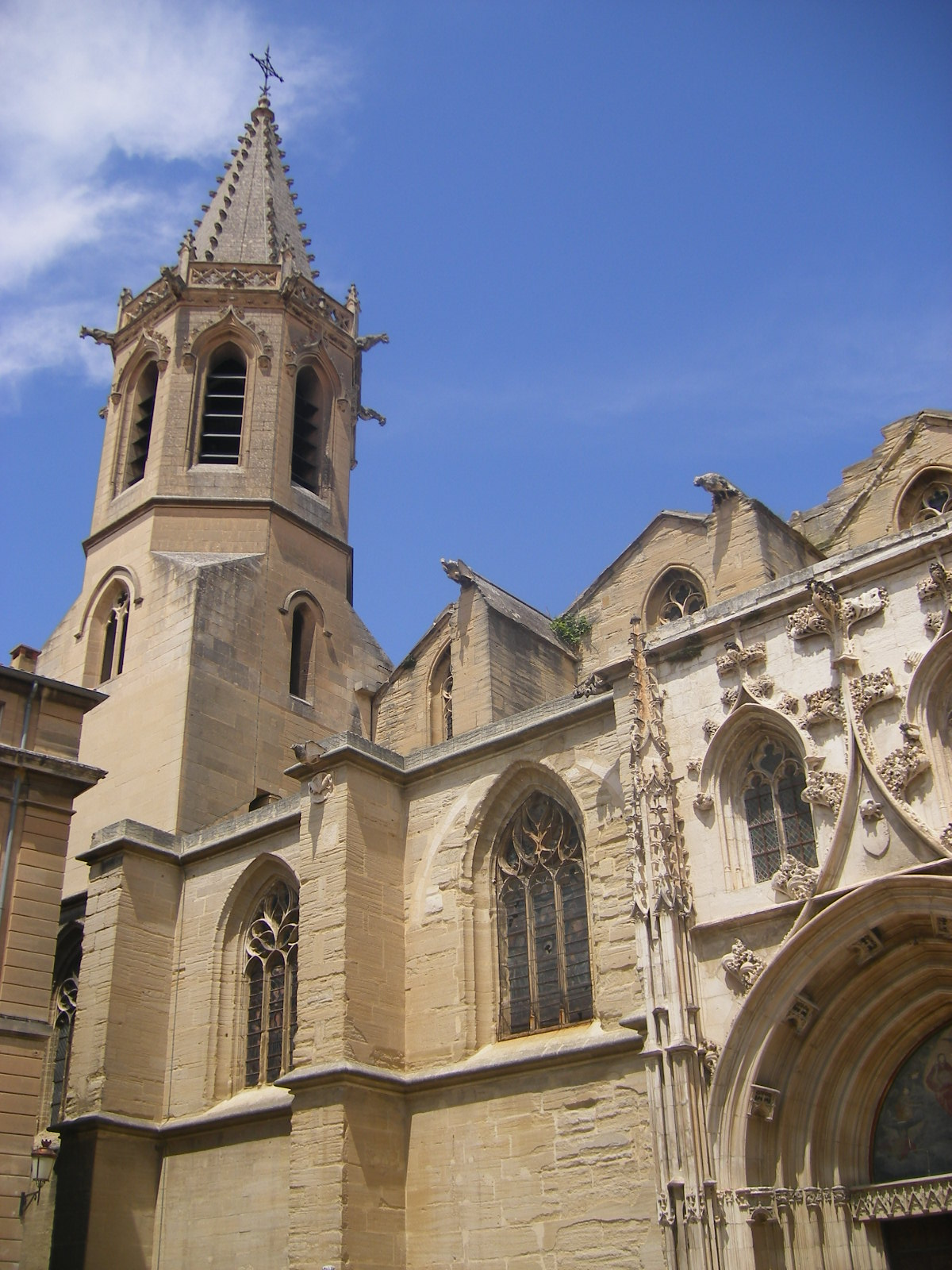
La Cattedrale di Carpentras, dove ebbe inizio il conclave

Il conclave del 1314–1316 venne convocato a seguito della morte del papa Clemente V e si tenne prima nel Palazzo Vescovile di Carpentras e poi presso la Casa dei Domenicani in Lione. È stato uno dei più lunghi conclavi della storia ed il primo della cattività avignonese. La lunghezza del conclave fu dovuta ai contrasti interni del Collegio cardinalizio, diviso in tre partiti: quello degli italiani, quello dei francesi e quello dei guasconi.

## Situazione generale e svolgimento del conclave
Papa Clemente V morì il 20 aprile 1314 a Roquemaure nel Gard, non lontano da Avignone, sofferente da tempo di un non meglio precisato morbo, probabilmente cancro all'intestino (Fuerat autem multo tempore infirmus de tortionibus). Sentendosi prossimo alla fine, aveva tentato di farsi trasportare nella sua città natale di Villaundrat, ma impossibilitato a proseguire e ormai morente, dovette fermarsi a Roquemaure. Nel suo testamento lasciava innumerevoli ricchezze ai parenti, nonché una somma da destinarsi all'organizzazione di una futura crociata. Giovanni di San Vittore annota che dopo la morte il corpo del papa rimase abbandonato per giorni, in quanto nemmeno i suoi fidati guasconi vollero provvedere alla sepoltura. Il corpo del pontefice venne infine trasportato lungo il Rodano fino a Carpentras, dove il pontefice aveva stabilito la sua corte, per i funerali solenni. Successivamente le spoglie furono tumulate, nell'agosto di quello stesso anno, all'interno della collegiata di Uzeste, nella sua Guascogna, dove si trovano tuttora.
Il pontificato di Clemente V aveva segnato un importante cambiamento all'interno del Collegio cardinalizio che ora si trovava ad avere una componente ampiamente maggioritaria di porporati francesi, spiccatamente provenienti dalla regione della Guascogna, terra d'origine del papa. Di questi, ben sei erano parenti prossimi e ciò, unito al fatto che Clemente V non aveva mai richiesto parere al Collegio cardinalizio riguardo alle nuove nomine, aveva suscitato scandalo e non pochi malumori.
Terminate le esequie di Clemente V, i cardinali presenti a Carpentras si riunirono in conclave il 1º maggio 1314. Fin da subito il collegio cardinalizio si spaccò in tre fazioni opposte e apparve chiaro come il nodo cruciale dell'assise fosse l'eventuale ritorno della sede pontificia a Roma. A fare pressioni in funzione di ciò era il gruppo degli italiani che sosteneva il cardinale vescovo di Palestrina Guillaume de Mandagout, contrastato però dal partito dei Guasconi. Le votazioni si susseguirono infruttuose fino al 22 luglio, quando una banda di guasconi armati, capitanati da Bertrand de Got, nipote del papa defunto, irruppero nel palazzo episcopale causando l'interruzione del conclave. I cardinali italiani, intimoriti, si dispersero tra i vari castelli del Venassino, e a nulla valsero i tentativi di Filippo il Bello di giungere a una riconciliazione per ricomporre la frattura. 
Per tutto il 1315 non ebbe luogo alcuna votazione, a causa anche dell'atteggiamento irremovibile dei porporati italiani che avrebbero accettato la ripresa dei lavori solo a patto che il conclave si fosse trasferito in Italia o comunque nei territori dell'Impero. Un tentativo da parte di re Edoardo II d'Inghilterra, dal sapore di un'indignata invettiva, non ebbe alcun seguito e si era già nel settembre 1315. Infine, esasperato dal procrastinarsi infinito, il nuovo re Luigi X intervenne risolutamente, facendo rinchiudere i cardinali presso la Casa dei Domenicani di Lione il 28 giugno del 1316. Morto questi prematuramente quell'anno, il fratello Filippo V fece pressioni sul conclave per giungere rapidamente all'elezione. I cardinali pervennero dunque allo scrutinio decisivo soltanto il 7 agosto, facendo convergere i loro voti su Jacques D'Euse, un guascone che godeva della protezione di Roberto d'Angiò. Scelto il nome di Giovanni XXII, fu consacrato il 5 settembre e incoronato nella cattedrale di Lione. Come primo atto da papa, decise di riportare la sede pontificia ad Avignone. La sede vacante era durata esattamente due anni, tre mesi e diciotto giorni, la seconda più lunga della storia.
Con Giovanni XXII le speranze dei porporati italiani e di quanti auspicavano il ritorno della sede apostolica a Roma, tra cui Dante Alighieri, andarono presto infrante. Il nuovo papa infatti consolidò definitivamente la sua presenza in Francia.

### Lista dei cardinali presenti alla elezione
| Nome                                  | Paese                | Titolo                                                      | Ruolo | Partito  | Nascita  | Concistoro |
| ------------------------------------- | -------------------- | ----------------------------------------------------------- | --- | -------- | -------- | ---------- |
| Niccolò Alberti, O.P.                 | Prato                | Cardinale vescovo di Ostia e di Velletri                    | Decano del Collegio cardinalizio; Vicario di Roma; Legato Pontificio in Romagna, Marca Trevigiana e Toscana | Italiano | 1250 ca. | 18/12/1303 |
| Guillaume de Mandagout, O.E.S.A.      | Regno di Francia     | Cardinale vescovo di Palestrina                             | Arcivescovo metropolita emerito di Aix; Notaio Papale                                                       | Francese |          | 23/12/1312 |
| Arnaud d'Aux                          | Regno di Francia     | Cardinale vescovo di Albano                                 | Camerlengo di Santa Romana Chiesa; Legato Pontificio emerito; Vescovo emerito di Poitiers                   | Guascone | 1265 ca. | 23/12/1312 |
| Jacques-Arnaud Duèze                  | Regno di Francia     | Cardinale vescovo di Porto e Santa Rufina; eletto papa      | Vescovo emerito di Avignone                                                                                 | Francese | 1244     | 23/12/1312 |
| Nicolas Caignet de Fréauville, O.P.   | Regno di Francia     | Cardinale presbitero di Sant'Eusebio e Santa Sabina         | Legato Pontificio in Francia; Camerlengo di Santa Romana Chiesa emerito                                     | Francese | 1250     | 15/12/1305 |
| Luca Fieschi                          | Repubblica di Genova | Cardinale diacono dei Santi Cosma e Damiano                 | Legato pontificio presso Enrico VII; Vicario imperiale in Lunigiana                                         | Italiano | 1270     | 02/03/1300 |
| Arnaud de Pellegrue                   | Ducato di Guienna    | Cardinale diacono di Santa Maria in Portico Octaviae        | Legato Pontificio in Italia                                                                                 | Guascone | 1250 ca. | 15/12/1305 |
| Francesco Caetani, O.F.M.             | Stato Pontificio     | Cardinale diacono di Santa Maria in Cosmedin                | Auditore della Sacra Romana Rota; Tesoriere di York; Arcidiacono di Richmond; Nipote di Bonifacio VIII      | Italiano | 1256     | 17/12/1295 |
| Bérenger de Frédol, O. Cist.          | Regno di Francia     | Cardinale vescovo di Frascati                               | Penitenziere Maggiore                                                                                       | Francese | 1250 ca. | 15/12/1305 |
| Arnaud Nouvel, O. Cist.               | Regno di Francia     | Cardinale presbitero di Santa Prisca                        | Vice-Cancelliere di Santa Romana Chiesa; Abate emerito di Sainte-Marie de Fontfroide                        | Guascone |          | 23/12/1312 |
| Pietro Colonna                        | Stato Pontificio     | Cardinale diacono di Sant'Angelo in Pescheria               | Arciprete della Basilica Lateranense                                                                        | Italiano | 1260     | 16/05/1288 |
| Bérenger de Frédol il Giovane, O.F.M. | Regno di Francia     | Cardinale presbitero dei Santi Nereo e Achilleo             | Camerlengo del Sacro Collegio                                                                               | Francese |          | 19/12/1310 |
| Giacomo Colonna                       | Stato Pontificio     | Cardinale diacono di Santa Maria in Via Lata                | Cardinale protodiacono; Arciprete della Basilica Liberiana di Santa Maria Maggiore                          | Italiano | 1250 ca. | 12/03/1278 |
| Michel du Bec-Crespin, O.P.           | Regno di Francia     | Cardinale presbitero di Santo Stefano al Monte Celio        | Arcidiacono del Capitolo Cattedrale di Parigi                                                               | Francese |          | 19/12/1310 |
| Guillaume Teste                       | Regno di Francia     | Cardinale presbitero di San Ciriaco alle Terme Diocleziane  | Legato Pontificio in Inghilterra                                                                            | Guascone |          | 23/12/1312 |
| Guglielmo Longhi                      | Bergamo              | Cardinale diacono di San Nicola in Carcere                  | Auditor per le cause di canonizzazione                                                                      | Italiano | 1242 ca. | 18/09/1294 |
| Raymond-Guilhelm des Fargues          | Ducato di Guienna    | Cardinale diacono di Santa Maria Nuova                      | Decano del Capitolo cattedrale di Bayeux; Arcidiacono di Leicester; Nipote di Clemente V                    | Guascone |          | 19/12/1310 |
| Napoleone Orsini                      | Stato Pontificio     | Cardinale diacono di Sant'Adriano al Foro                   | Basilica di San Pietro in Vaticano; Auditore della Sacra Rota Romana                                        | Italiano | 1260 ca. | 16/05/1288 |
| Bernard de Garves                     | Regno di Francia     | Cardinale diacono di Sant'Agata dei Goti                    | Arcidiacono del Capitolo cattedrale di Coutances                                                            | Guascone | 1267     | 23/12/1312 |
| Guillaume Pierre Godin                | Regno di Francia     | Cardinale presbitero di Santa Cecilia                       | Ciambellano Papale                                                                                          | Guascone | 1260 ca. | 23/12/1312 |
| Jacopo Caetani degli Stefaneschi      | Stato Pontificio     | Cardinale diacono di San Giorgio in Velabro                 | Legato pontificio in Romagna; nipote di Niccolò III                                                         | Italiano | 1265 ca. | 17/12/1295 |
| Arnaud de Faugères                    | Regno di Francia     | Cardinale vescovo di Sabina                                 | Arcivescovo emerito di Arles                                                                                | Guascone | 1255 ca. | 19/12/1310 |
| Vital du Four, O.F.M.                 | Ducato di Guascogna  | Cardinale presbitero dei Santi Silvestro e Martino ai Monti | Priore di Saint-Mont                                                                                        | Guascone | 1260 ca. | 23/12/1312 |
| Raymond de Saint-Sever                | Regno di Francia     | Cardinale presbitero di Santa Pudenziana                    | Abate Commendatario di Saint-Sever                                                                          | Guascone |          | 23/12/1312 |